# Pierre Pibarot
Jacques Grimonpon (Alès, 1916. július 3. – Montpellier, 1986. november 26.) francia labdarúgó, edző.

## Sikerei, díjai

### Menedzserként
- Nîmes Olympique
  - Francia másodosztály bajnoka: 1949–50